# Rupe (Skradin)
Rupe su naselje u sastavu Grada Skradina, u Šibensko-kninskoj županiji. Nalazi se oko 11 kilometara sjeverno od Skradina.
Rupe - povijest župe
Župa Rupe pripada Gradu Skradinu u Šibensko-kninskoj županiji. Južni dio župe prostire se u prodolini uz Visovačko jezero, a sjeverni se proteže brdovitim krajem prema Roškom slapu i Bukovici. Hrvatski plemići i velikaši od roda Šubića podigli su na vrhu strmih klisura uz kanjon Krke grad Rogovo, a na suprotnoj, lijevoj strani, ležao je grad Kamičak. Gospodar Rogova g. 1345. bio je Budislav Ugrinić iz Bribira a kasnije ga je dobila velikaška obitelj Martinušića. Za vrijeme Osmanlija Rupe su pripadale župi Skradin, kojom su upravljali visovački franjevci do 1700. godine. Otada pa do 1773. god. pripadaju župi Dubravice. 11. lipnja 1718. Tada se zalaganjem bogate skradinske obitelji Marasović, koja je podrijetlom iz Rupa, osamostalila. Marasovići su podigli i kapelu sv. Ante uz župni stan. Od g. 1830. župa pripada Šibenskoj biskupiji.
Danas su u župi zaselci: Rupe, Ićevo, Dračevica, Krstače i Laškovica.
Stare župne matice sačuvale su se od g. 1812. i nalaze se u HAZ-u (m. k. 1023). Neke se matice, od g. 1822. Čuvaju u župnom uredu.
Župna crkva sv. Jurja, mučenika iz XV. stoljeća diže se na brežuljku usred polja. Crkva je građena u dva navrata što se vidi i iz svodova jer je jedan dio gotički prelomljen a drugi nije. Na pročelju uz vrata su dva prozorčića a na vrhu je zvonik na preslicu s dva zvona. Iznad vrata je okrugli prozor a ispod mala, prazna niša. Uz pobočna vrata je uzidan ulomak s biljnim ukrasom. God. 1975. stavljen je novi krov. Glavni oltar je od drveta. Antependij s biljnim ukrasima je pozlaćen. Na oltaru je kip sv. Jure.
Oko crkve je groblje.
U Domovinskom ratu crkva je zapaljena, zvona odnesena. Obnovljena je g. 2000. Oba odnesena zvona su pronađena i vraćena. God. 2005. oko crkve i groblja podignut je kameni zid. Pored groblja izgrađena je mrtvačnica i asfaltirana cesta do crkve.
Crkva sv. Ante podignuta je g. 1963., na mjestu starije (1773.), prema nacrtu ing. Ante Barača. To je bila betonska građevina sa zvonikom na pročelju.  Srušili su je pobunjeni Srbi, zvonik minirali a zvona odnijeli.  Veliko zvono kasnije je pronađeno.  U tijeku je izgradnja novoga pastoralnog centra sv. Ante u središtu sela na mjestu porušene crkve.
Župna kuća je izgrađena g. 1773. Kasnije je proširena i to g. 1865. a još više g. 1897. Uz kuću je g. 1900. sagrađena kapela Srca Isusova. Više puta je popravljana, osobito g. 1977. – 78. Gradi se nova u sklopu pastoralnog centra. Župna kuća je sagrađena g. 1865. Ona je kasnije više puta popravljana.
Na području župe je jedna područna škola, u Domovinskom ratu zapaljena. Obnovljena je 1998. godine.
Župski list "Jurovdan" izlazi dva puta godišnje.
Župa pripada Skradinskom dekanatu Šibenske biskupije.
U župi: c. 422 vjernika, 170 katoličkih obitelji (g.1939.: 1419 + 11 vjernika,  1965.: 220 obitelji, 1300 vjernika, g. 1978.: 255 obitelji, 1188 vjernika).
Župa pripada općini Skradin.

## Stanovništvo
Prema popisu iz 2011. naselje je imalo 470 stanovnika.
| broj stanovnika | 695   | 930   | 906   | 886   | 1120  | 1176  | 1250  | 1186  | 1249  | 1324  | 1340  | 1350  | 1147  | 976   | 672   | 470   | 392   |
|                 | 1857. | 1869. | 1880. | 1890. | 1900. | 1910. | 1921. | 1931. | 1948. | 1953. | 1961. | 1971. | 1981. | 1991. | 2001. | 2011. | 2021. |

## Poznate osobe
- Vuk Mandušić, hrvatski ratni zapovjednik u borbi protiv Osmanlija